# Grand Port
Grand Port – jeden z 9 dystryktów Mauritiusa, ze stolicą w Mahébourg.

## Sąsiednie dystrykty
- Plaines Wilhems – północny zachód
- Plaines Wilhems i Savanne – zachód
- Savanne – południowy zachód.
- Moka - północ